# آدیسورن پرومراک
آدیسورن پرومراک (تایلندی: อดิศร พรหมรักษ์؛ زادهٔ ۲۱ اکتبر ۱۹۹۳) بازیکن فوتبال اهل تایلند است.
وی همچنین در تیم‌های تیم ملی فوتبال تایلند و Thailand U19 و Thailand U23 بازی کرده‌است.
وی در مسابقات کشوری و بین‌المللی در مجموع برندهٔ ۱ مدال طلا شده‌است.